# Přípona -itz
Koncovka -itz vyskytující se u mnoha německých místních názvů a z nich odvozených příjmení, je poněmčená, původně slovanská přípona.

## Původ

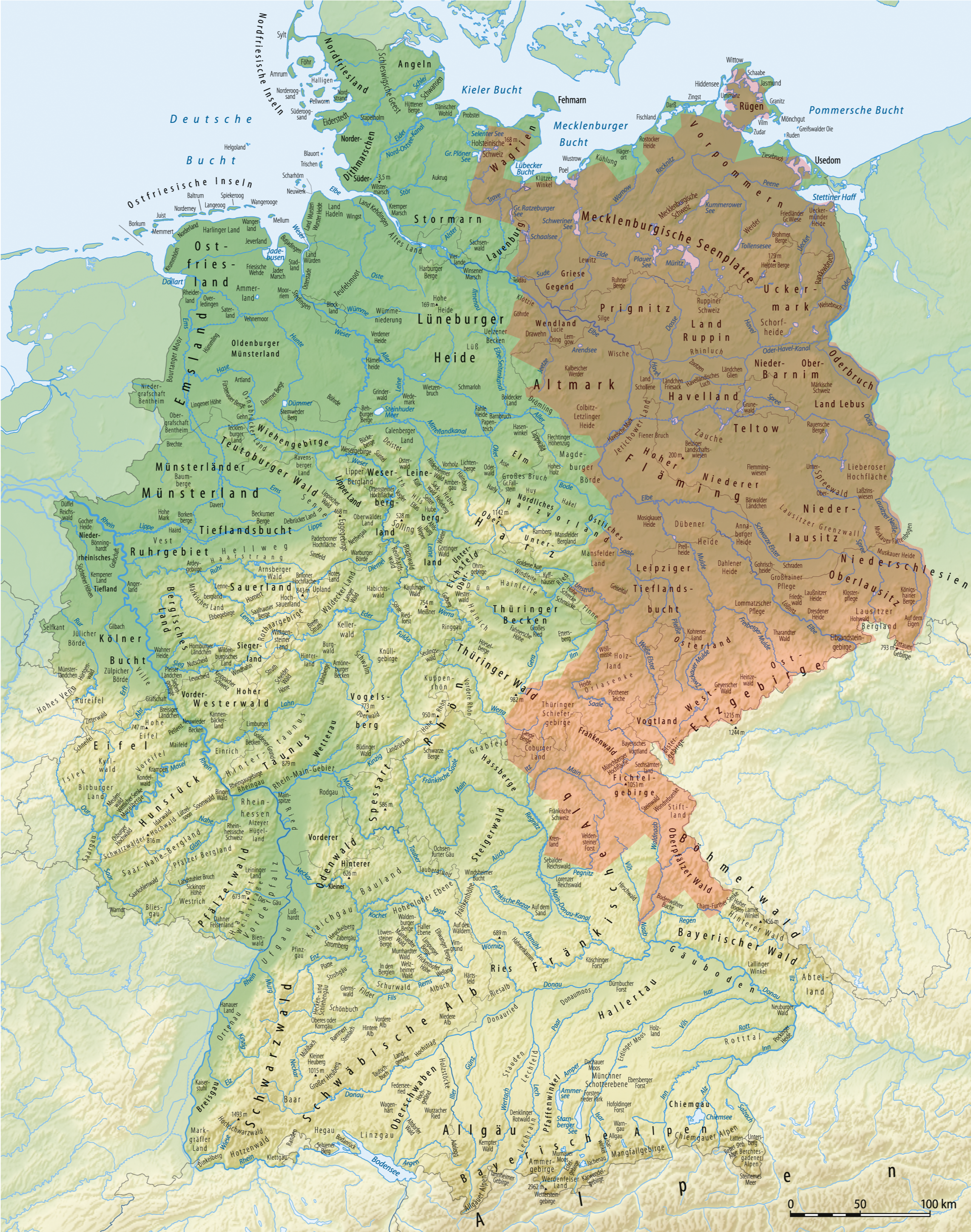
Rozšíření v Německu

Místní názvy s koncovkou -(i)(t)z mají původ v různých typech slovanských místních názvů.
- slovanské názvy osad s koncovkou -ici
  - Putdargoniz (zmínka z roku 1198 v Meklenbursku), název vznikl z rekonstrukce místního názvu *Poddargonici
  - Biskupitz (v Západním Prusku a Poznani), název vznikl z rekonstrukce místního názvu *Biskupici
- slovanské patronyma s příponou -ovici; viz -witz
  - Katovice (polsky Katowice, německy Kattowitz v Horním Slezsku), složeno z osobního jména Kat a přípony -ovici, tedy s významem „ves Katových lidí“[2]
- původně obecné místní názvy s příponou -ica, -ec(e) (-ьcь, -ьce ad.)
  - Kamenz (česky Kamenec, Lužice), ze staré lužické srbštiny kameń „kámen“ s příponou -ece, tedy s významem „kamenité místo“[2], Bludenz
  - Chemnitz (česky Saská Kamenice, Sasko), původní název řeky později přenesen také na oblast, rovněž ze staré lužické srbštiny kameń „kámen“, avšak s příponou -ice, tedy s významem „kamenitý potok“ [2]
  - další názvy řek vytvořené tímto způsobem jsou Lafnitz, Fladnitz, Regnitz, Rechnitz, či: Retz (Reteč?) ze slovanského rece = malý potok, poněmčeno roku 1180 jako rezze
  - Dölitz (Meklenbursko a Lipsko), název vznikl z rekonstrukce místního názvu *Dolbьcь
  - Görnitz (Meklenbursko, Holštýnsko, Sasko), název vznikl z rekonstrukce místního názvu Gornica[1]
  - Gradec = ‚hradec, malý hrad‘, základ mnoha německých názvů na samohlásku + (t)z (Graz / Štýrský Hradec)
- praslovanská přípona -ika se objevuje u velmi raně poněmčených místních názvů a v Rakousku se následně přizpůsobila německé příponě -ing (Eching, Tutzing)
  - Mödling (Dolní Rakousy), město pojmenováno podle stejnojmenného názvu řeky, o níž jsou starší zmínky jako ad Medilihha (rok 903, kopie ze 13. století), de Medlik (po roce 1190), roku 1491 poprvé jako Mödling (srov. rakouské město Melk – český starší název též Medlík)

V zemi Wendů se někdy setkáváme se zdvojením hlásky -itz a pak zní jako -eitz.
Příklady:
- Reddebeitz
- Waddeweitz[1]
- Zeitz (Žič)

Neslovanského původu jsou naproti tomu koncovky místních názvů Bomlitz (poprvé doložen roku 1681), které jsou spojeny s ohyby údolí tehdejšího potoka Bommelse (Bommel-Etz) nebo jezu (Bommel-Letzel).

## Rozšíření
Přípona -(i)(t)z a jí podobné jsou při posuzování německých místních názvů v takových regionech (východní část Německa, rakouský Waldviertel a Mühlviertel) velmi rozšířené tam, kde dříve sídlily západoslovanské a jihoslovanské jazykové skupiny resp. částečně dosud jsou, ovšem v rámci německého Ostsiedlung bylo většinou poněmčeno. Západní hranice ihres Vorkommens markiert damit im Großen und Ganzen die bis ins 12. století bestehende hranice mezi germánským a slovanským jazykovým prostorem. Ve Východních Frankách a Rakousku však kořeny názvů s koncovkou -itz sahají až do prvního období germanizace v 8. století.
Mimo to Daneben waren das přípona bis in die Neuzeit auch für die deutschen Bezeichnungen (Exonymume) mnohých slovanských názvů na německojazyčném území produktiv, např. Tschernowitz (česky Černovice, ukrajinsky Чернівці, Bukovina), Windischgrätz pro Slovenj Gradec (Slovinský Hradec, Korutanský region, Slovinsko).